# Bethel (Alaska)
Bethel (Yupik środkowy: Mamterilleq) – miasto w Stanach Zjednoczonych, w stanie Alaska, w okręgu niezorganizowanym, w obszarze spisowym Bethel.

## Demografia
Jest największą społecznością nad rzeką Kuskokwim. W 2008 liczyło 6564 mieszkańców. W 2023 liczba mieszkańców spadła do 6292 osób, a gęstość zaludnienia do 49,7 osoby/km².

## Miasta partnerskie
- Anadyr, Rosja